# Abu Lahab
`Abd al-`Uzza ibn `Abd al-Muttalib ibn Hicham al-Qurachî (mort en 624) est l'un des demi-oncles paternels de Mahomet, surnommé Abû Lahab ("père de la flamme").

## Une figure traditionnelle
Abu Lahab est une figure citée dans la sourate CXI du Coran, intitulée Al-Massad (La Corde torsadée en fibres). 
Certains théologiens mu'tazilites trouvaient « répréhensible » la présence de cette sourate et de certains versets dans le Coran contenant des malédictions. Pour eux, cela montre un caractère trop humain et non divin au Coran,.
Au nom d'Allah, le Tout Miséricordieux, le Très Miséricordieux.

Que les deux mains d'Abû Lahab périssent et que lui-même périsse !

Ses richesses et tout ce qu'il a acquis ne lui serviront à rien.

Il sera exposé à un feu ardent

Ainsi que sa femme, porteuse de bois,

Dont le cou est attaché par une corde de fibres
— Le Coran, « Abou-Lahab », CXI, (ar) المسد
Pour la plupart des savants, qui suivent l'interprétation traditionnelle, il s'agit d'un surnom donné à l'un des oncles de Mahomet. Pour Lohmann, le surnom apparaît avec cette sourate : elle ne lui est pas antérieure. Celui-ci est l'un des opposants "les plus féroces du prophète de l'islam". Son nom serait 'Abd al-Uzzâ b. 'Abd al-Muttalib. Selon les traditions musulmanes, Mahomet aurait entretenu avec lui de bonnes relations avant sa mission prophétique. Deux de ses fils auraient été mariés (ou fiancés) à des filles de Mahomet. Les relations se seraient détériorées lors de l'exclusion de Mahomet par le clan de Banû Hashim. Selon ce qui ressort des sources et d'allusions coraniques, Abû-Lahab serait un notable qui craignait que la réforme de Mahomet ne brise la stabilité sociale et économique de La Mecque. Selon des traditions divergentes, il aurait jeté des pierres sur Mahomet, ou l'aurait maudit. Abû-Lahab est mort peu après la bataille de Badr menée contre Mahomet.

## Interprétations du texte coranique
Néanmoins, pour Neuenkirchen, ce texte peut être interprété comme une malédiction contre des personnes historiques, si l'on suit la lecture traditionnelle, ou contre l'homme pécheur en général si l'on s'attache seulement au Coran.
Pour Dye, « Un verset (Q 111 :1) parle d’Abū Lahab, « le père de la flamme », que la tradition musulmane identifie à un oncle du Prophète. On peut cependant comprendre cette sourate différemment : le texte parle simplement d’un homme (et de sa femme), pris dans le feu de l’enfer. »
Pour Prémare, les Circonstances de la Révélation ont pour but d'expliquer a posteriori cette sourate qui reste énigmatique. Van Reeth considère le cas d'Abu Lahab comme « énigmatique » et son existence discutable.
Les savants interprètent souvent "Abou Lahab" comme "Le père (أَبٌ) de la flamme (لَهَبٌ)" ou littéralement "père flamme".  Cette forme "père+nom" est récurrente dans la langue arabe pour désigner un objet ou une qualité (Abu-Jabir, "père qui restaure", signifie "le pain"). Cela permettrait d'y reconnaître une portée générale.